# Bågtjärnen (Venjans socken, Dalarna)
Bågtjärnen är en sjö i Mora kommun i Dalarna och ingår i Dalälvens huvudavrinningsområde.